# Cuphea ornithoides
Cuphea ornithoides là một loài thực vật có hoa trong họ Lythraceae. Loài này được R.C.Foster mô tả khoa học đầu tiên năm 1945.